# Stazione di Parghelia
Stazione di Parghelia vasútállomás Olaszországban, Calabria régióban, Parghelia településen. Az állomás 1894-ben nyílt meg.

## Vasútvonalak
Az állomást az alábbi vasútvonalak érintik:
- Battipaglia–Reggio di Calabria-vasútvonal

## Kapcsolódó állomások
A vasútállomáshoz az alábbi állomások vannak a legközelebb:
- Stazione di Tropea